# Mona Seif
Mona Seif (Egyptisch-Arabisch: منى سيف), Twitter-naam Monasosh (Caïro, 12 maart 1986), is een Egyptisch blogger en activist. Ze wordt gerekend tot de vooraanstaande activisten tijdens de Egyptische Revolutie van 2011. Ze is de oprichter van de actiegroep No Military Trials for Civilians.

## Biografie

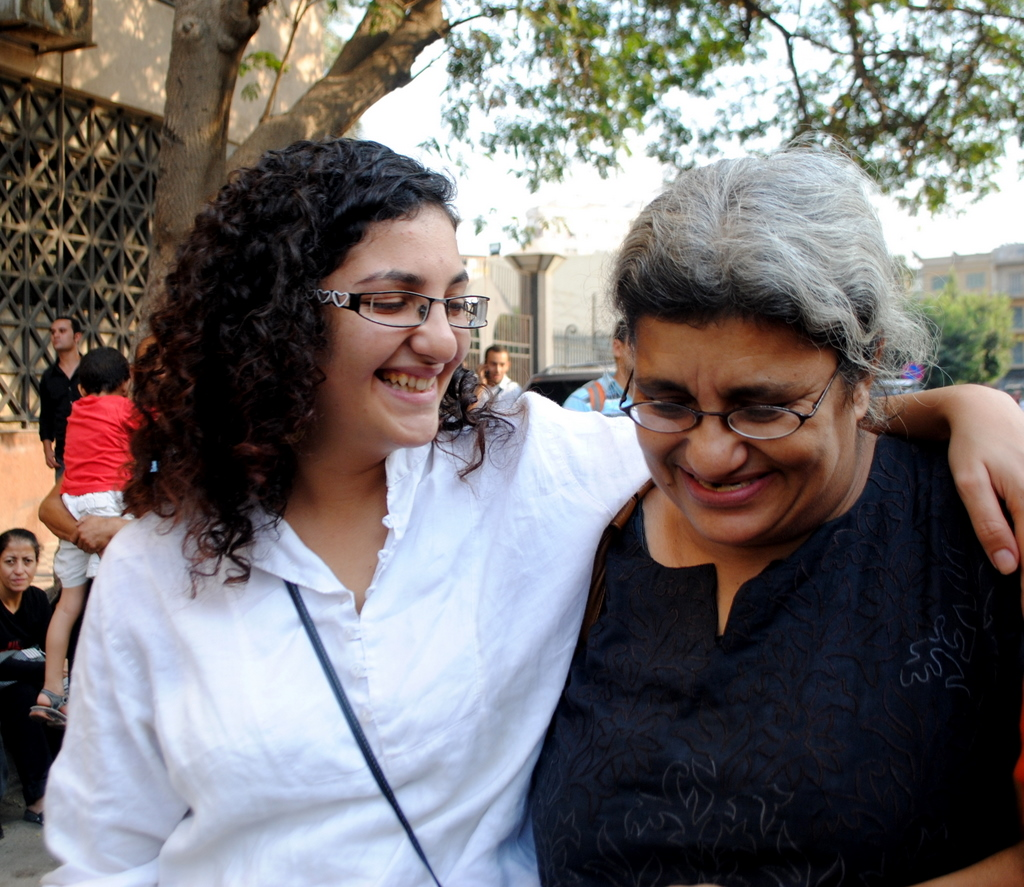
Seif, hier met haar moeder, groeide op in een activistisch gezin

### Achtergrond
Seif is het middelste kind van drie en groeide op in een gezin van activisten. Activisme was een terugkerend gespreksonderwerp bij haar thuis en onderwerpen als foltering, onrecht, onderdrukking en de wet werden vaak besproken. Haar vader, advocaat Ahmed Seif, richt zich op mensenrechtenzaken sinds hij in de jaren tachtig vijf jaar lang gevangen gehouden en gemarteld was geweest. Tijdens zijn gevangenschap werd Mona geboren. Haar moeder, Laila Soueif, hielp eind 20e, begin 21e eeuw meerdere demonstraties tegen president Hosni Moebarak te organiseren. Haar oudere broer Alaa Abd el-Fattah is eveneens een bekende internetactivist en houdt sinds 2006 een website bij met analytische weblogs over de misstanden van het Moebarak-regime. Verder was ook haar jongere zus Sanaa betrokken bij de organisatie van protesten.

### Internetactivisme
In 2006, een maand nadat ze haar weblog was begonnen, vond er in het centrum van Caïro een incident plaats waarbij een groot aantal vrouwen seksueel werden geïntimideerd. Zij en andere vriendinnen met een weblog besloten toen de gebeurtenis gelijktijdig te beschrijven. De actie groeide uit tot een sociale campagne op het internet, waarmee ze voor het eerst de kracht van de sociale media leerde kennen. Haar berichten blijven inmiddels niet meer beperkt tot kringen op de sociale media alleen, maar worden ook opgepikt door de reguliere pers die haar gegevens overnemen of contact met haar zoeken.
Het internetactivisme is voor haar geen politiek doel, maar een persoonlijke missie die ze deels heeft meegekregen tijdens haar opvoeding. In een interview gaf ze aan dat ze altijd heeft geweten dat ze politiek actief wilde worden. Het internet biedt haar daar de mogelijkheid nu toe.
Op 7 mei 2006 werden haar broer Alaa en een aantal anderen gearresteerd, terwijl ze deel namen aan een protestdemonstratie. Hierop startte ze samen met zijn vrouw Manal, met wie hij de website Manalaa runt, een wereldwijde campagne om hem vrij te krijgen. Na vijfenveertig dagen, terwijl er gewelddadige protesten en ongeregeldheden waren, werd hij vrijgelaten.

### Egyptische revolutie

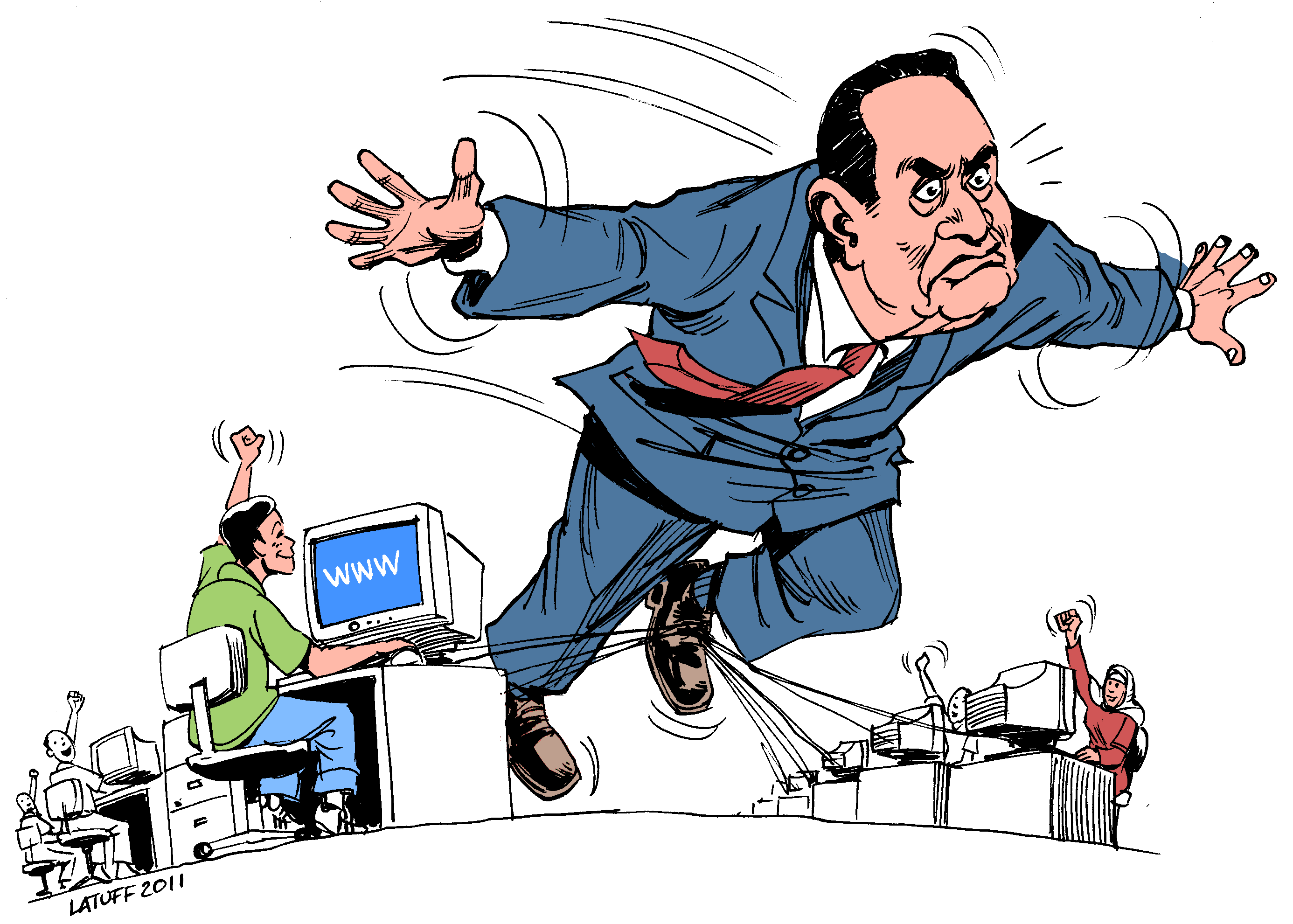
Moebarak struikelt over de sociale media; Carlos Latuff

In 2011, het jaar van de Egyptische Revolutie, was ze werkzaam als afgestudeerde student in een laboratorium van de Universiteit van Caïro, waar ze genetisch onderzoek deed naar de mutatiepatronen van het BRCA1-gen dat in verband wordt gebracht met borstkanker. Verder werkte ze voor een ngo die werkt aan de verbetering van de omstandigheden van de slachtoffers van de aardbeving in Caïro van 1992.
In aanloop naar de revolutie, begon ze in 2010 mee te doen aan protestdemonstraties voor politieke hervorming. Tijdens de revolutie deed ze aanhoudend verslag van de ontwikkelingen, door het plaatsen van berichten, foto's en streaming video's op haar weblog en haar Twitter-account. CNN beschouwt haar als een van de prominente internetrevolutionairen die het regime van president Moebarak omverwierpen. Van 25 januari tot de val van Moebarak op 11 februari deden haar ouders, broer en zus ook mee aan de protesten op het Tahrirplein, waardoor het in feite ook de eerste familiereünie werd sinds het vertrek van haar broer in Zuid-Afrikaans ballingschap in 2006.

### No Military Trials for Civilians

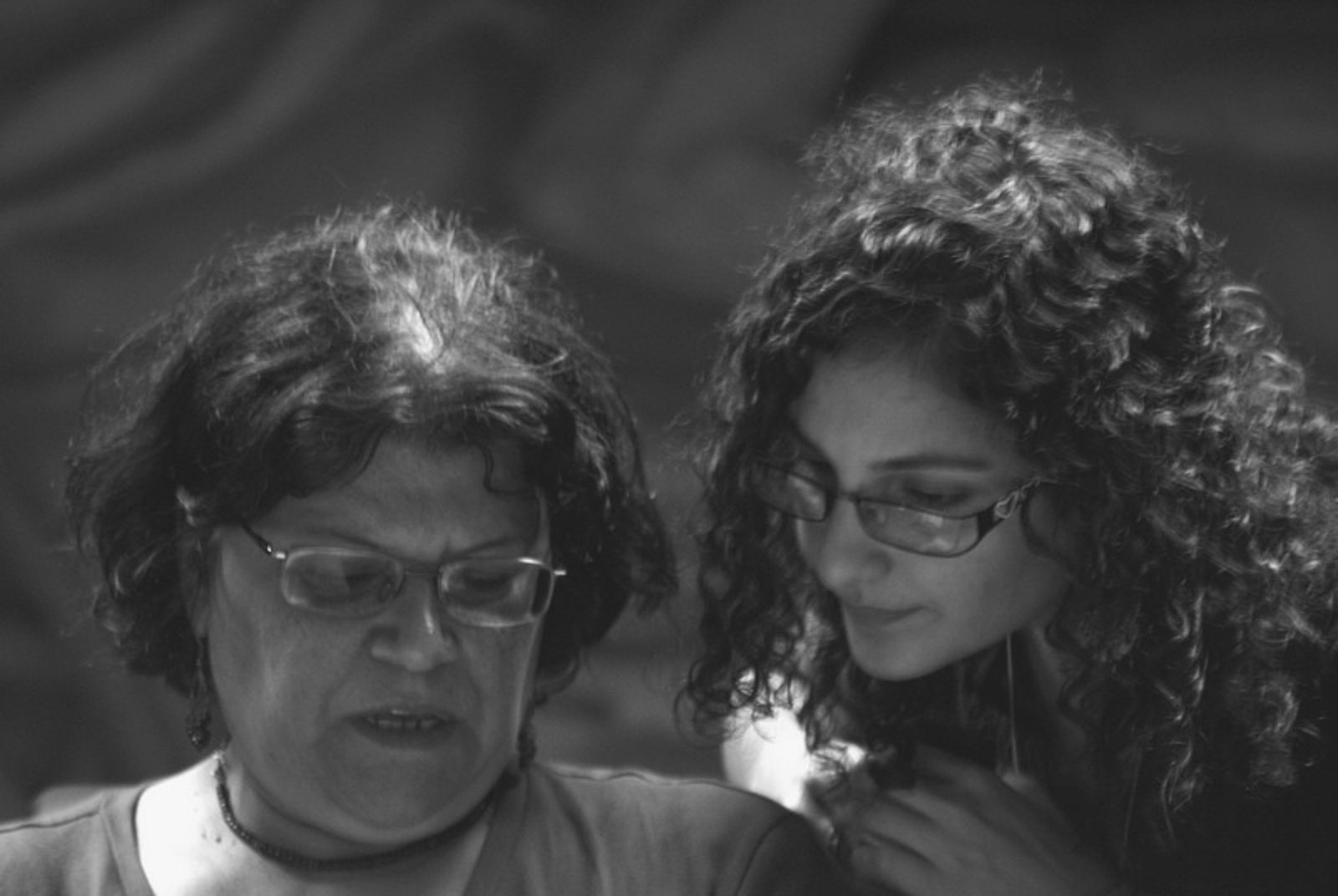
Foto met Aida Seif el-Dawla tijdens de conferentie tegen marteling

Na de revolutie richtte ze de actiegroep No Military Trials for Civilians op, omdat na de val van het Moebarak-regime nog steeds burgers zonder proces en juridische ondersteuning door het leger worden vastgezet. In de eerste vier maanden sinds de val van Moebarak spraken militaire rechtbanken 7.000 vonnissen uit tegen burgers.
Naar haar zeggen is er bewijs dat het leger gericht leiders van demonstraties oppakt. Het martelt en slaat de gevangenen daarbij niet alleen, maar zou er ook op uit zijn om de geest van de revolutie te breken.
Sinds de revolutie kwam president Morsi van de Moslimbroederschap in 2012 niettemin met een nieuwe grondwet, waarin de bevoegdheden van het leger nog verder werden uitgebreid. In november 2013, na de omverwerping van Morsi, werd opnieuw gewerkt aan een nieuwe grondwet. Tijdens deze onderhandelingen beraadde de commissie zich om de macht van het leger nog verder te versterken.

### Martin Ennals Award-controverse
In 2013 raakte Seif betrokken bij een controverse, toen ze door een aantal mensenrechtenorganisaties, waaronder Human Rights Watch, werd genomineerd voor de eindronde van de Martin Ennals Award, een prestigieuze prijs voor mensenrechtenverdedigers. De controverse werd veroorzaakt door de Joods-Amerikaanse actiegroep UN Watch, die haar bestempelde als een radicale islamist en opriep haar van de nominatielijst te verwijderen. De verwijten kwamen voort uit enkele tweets van haar hand, waarin ze Israël had uitgemaakt voor "de echte terrorist" en schande had geroepen over de oproep van Amnesty International aan Palestijnen, om het verzet tegen Israël te staken. De prijs ging uiteindelijk naar de Joint Mobile Group die zich inzet voor mensenrechten in Tsjetsjenië. In 2012 was ze ook al finalist, toen voor de Front Line Award for Human Rights Defenders at Risk.

### Aanklacht wegens brandstichting
In 2013 werden Seif, haar broer en negen anderen aangeklaagd voor brandstichting van het hoofdkantoor van presidentskandidaat Ahmed Shafik op 28 mei 2012. Shafik had de zaak in juni 2012 laten vallen, omdat hij geen stok wilde zijn om revolutionairen mee te slaan. De zaak werd in mei 2013, na de verkiezingen en de erop volgende omverwerping van het regime van Morsi, echter heropend door procureur-generaal Tala'at Abdallah. In januari 2014 zijn zij, haar broer Alaa en de negen anderen uiteindelijk hiervoor veroordeeld tot een voorwaardelijke gevangenisstraf van één jaar.